# Pierre Vladimiroff
Pour les articles homonymes, voir Vladimirov.

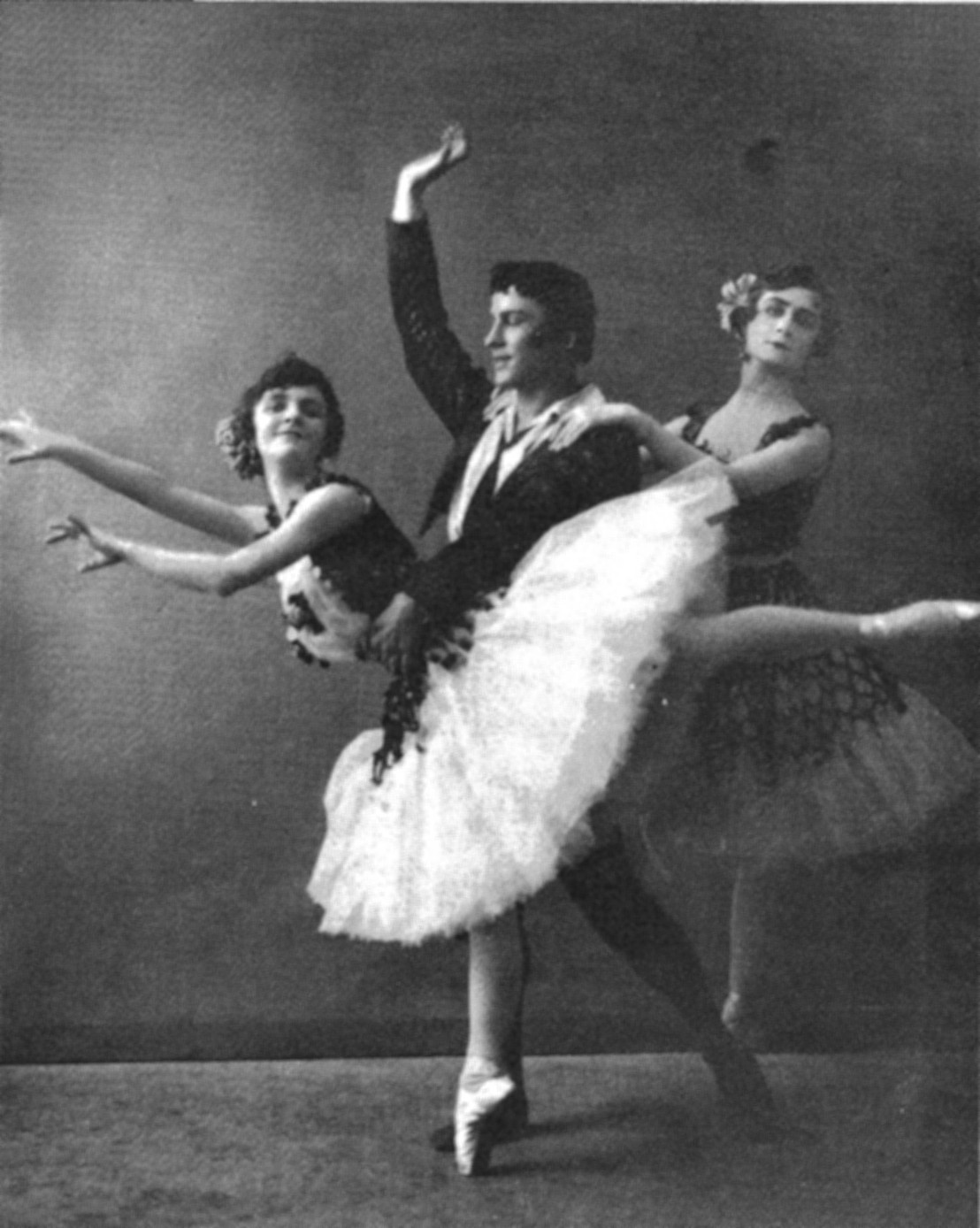
Pas de trois de Paquita, avec Elizaveta Gerdt et Elsa Will.

Pierre Vladimiroff (en russe : Пётр Николаевич Владимиров, Piotr Nikolaïevitch Vladimirov), né à Gatchina près de Saint-Pétersbourg (Empire russe) le 13 février 1893 et mort à New York (États-Unis) le 25 novembre 1970, est un danseur de ballet.

## Biographie
Pierre Vladimiroff a étudié à l'École impériale de ballet de Saint-Pétersbourg auprès de Serge Legat, Michel Obouknov et Michel Fokine. Il a terminé ses études en 1911 et a commencé sa carrière de danseur au Théâtre Mariinsky. En 1915, Pierre Vladimirov est devenu le premier danseur de Mariinka jusqu’en 1918. Parmi ses rôles principaux peuvent être cités Esclave et Marchand dans Le Corsaire, Vayou dans Le Talisman de Marius Petipa, le Prince Désiré dans La Belle au bois dormant, Basile dans Don Quichotte, Siegfried dans Le Lac des cygnes, Arlequin dans Le Carnaval, Paolo dans Francesca da Rimini de Michel Fokine en 1915, Éros dans Éros de Fokine aussi en 1915, etc..
En 1912 et en 1914 il danse pour les Ballets russes de Serge de Diaghilev; tous les rôles de Vaslav Nijinsky sont allés à Pierre Vladimiroff (Nijinsky a quitté la troupe de Diaghilev en 1917). Immédiatement après la Révolution russe, il a essayé de quitter sans y parvenir. Il réussit à partir en 1920 ou 1921 pour la France avec sa femme, la ballerine Felia Doubrovska,. Il intègre alors les Ballets russes de Diaghilev où il danse de nombreux premiers rôles. En 1921, il crée le rôle du Prince dans la production de Diaghilev à Londres de La Belle au bois dormant. En 1922 et pendant quelques années Pierre Vladimirov a voyagé de manière indépendante avec sa femme Felia Doubrovska, puis il a dansé avec Mathilde Kschessinska à Paris et plus tard en tournée avec Tamara Karsavina (1924), avec le Ballet Mordkin de Mikhail Mordkin (1925-1927), et avec Anna Pavlova (1928-1931) lors de sa tournée.
Pierre Vladimirov finit par s’installer à New York, où il a enseigné à la School of American Ballet de 1934 à 1967, et dont il devient l'un des professeurs. Parmi ses étudiants peuvent être cités Todd Bolender, Willam Christensen, William Dollar, Tanaquil Le Clercq, Maria Tallchief, John Taras etc[réf. nécessaire].
Il fut quelque temps amant de Mathilde Kschessinska, qui était la maîtresse du grand-duc André et, ce dernier l'ayant provoqué en duel, lui a finalement tiré dans le nez.